# イェーゴリ・チトフ
イェーゴリ・イリイッチ・チトフ（Егор Ильич Титов, Egor Ilyich Titov、1976年5月29日 - ）は、ロシアの元サッカー選手。サッカー指導者。ポジションはミッドフィールダー。

## 来歴
1983年に下部組織に入団して以降、キャリアの大半をスパルタク・モスクワを過ごした。428試合に出場し、100ゴールを記録している。
2004年に当時チームメイトだったマクシム・デメンコ、ウラディスラフ・ヴァシュクとともにドーピングが発覚し、1年間の出場停止処分を受けた。チトフはクラブからの解雇は免れたものの、デメンコ、ヴァシュクはその後、解雇された。
スパルタク・モスクワの首脳陣との間で度重なる衝突を経た後、2008年8月に新興クラブのFCヒムキに移籍。翌2009年2月15日、FCスパルタク・モスクワ時代のチームメートのアンドレイ・チーホノフとともにカザフスタンのFCロコモティフ・アスタナ入団。自身初の海外クラブでのプレーだったが、2010年の初めに現役を退いた。
ロシア代表としては2002年W杯でプレーするなど、約10年で41試合に出場し、7ゴールを挙げた。

## 代表歴

### 出場大会
- ロシア代表
  - 2002 FIFAワールドカップ

### 試合数
- 国際Aマッチ 41試合 7得点（1998年-2007年）[1]

| ロシア代表 | 国際Aマッチ | 国際Aマッチ |
| 年         | 出場        | 得点        |
| ---------- | ----------- | ----------- |
| 1998       | 2           | 0           |
| 1999       | 8           | 1           |
| 2000       | 6           | 2           |
| 2001       | 10          | 2           |
| 2002       | 7           | 1           |
| 2003       | 3           | 1           |
| 2004       | 0           | 0           |
| 2005       | 1           | 0           |
| 2006       | 3           | 0           |
| 2007       | 1           | 0           |
| 通算       | 41          | 7           |